# Francos (Paradela)
Francos (llamada oficialmente Santa María de Francos) es una parroquia y una aldea despoblada, española del municipio de Paradela, en la provincia de Lugo, Galicia.

## Organización territorial
La parroquia está formada por cinco entidades de población:

### Entidades de población
Entidades de población que forman parte de la parroquia:
- Ferraría (Ferrería)
- Guimarás
- Outeiro de Pena
- Rozas (As Rozas)

### Despoblado
Despoblado que forma parte de la parroquia:
- Francos

## Demografía

### Parroquia
| Gráfica de evolución demográfica de Francos (parroquia) entre 2000 y 2020 |
|                                                                           |
| Datos según el nomenclátor publicado por el INE.                          |

### Despoblado
| Gráfica de evolución demográfica de Francos (despoblado) entre 2000 y 2020 |
|                                                                            |
| Datos según el nomenclátor publicado por el INE.                           |